# Karel Konrád

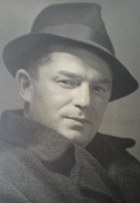
Karel Konrád

Karel Konrád (* 28. März 1899 in Louny; † 11. Dezember 1971 in Prag) war ein tschechischer Schriftsteller und Journalist.

## Leben
Nach dem Abitur im März 1917 in Louny (gemeinsam mit Konstantin Biebl) musste er zum Militär und studierte nach der Grundausbildung weiter, zunächst drei Semester Chemie, danach Geschichte und Erdkunde an der Karls-Universität. Keines der Studien beendete er. 1930 gründete er die Zeitschrift Dorn (Trn), die er bis 1933 redigierte, 1925 und 1945 bis 1948 arbeitete er als Redakteur in der Tageszeitung Rotes Recht (Rudé právo), danach bis zu seiner Pensionierung 1957 in den Filmstudios Barrandov. Konrád reiste gerne und besuchte vor allem immer wieder Frankreich, Italien, Polen und Jugoslawien. Er war zudem Mitglied im Verein Devětsil.

## Werke
Konrad war ein Vertreter der poetischen Prosa. In seinem 1928 veröffentlichten Roman Dinah, handelt es sich um das Schicksal eines in Haft genommenen Mannes, dem es erlaubt wird Plattenspieler zu benutzen und sich in die Stimme der Sängerin Dinah verliebt. In  Trennung!  (Rozchod!) verarbeitet er seine Jugenderinnerungen mit tatsächlich lebenden Menschen, deren Schicksale jedoch nur in Phantasie leben. Held des Buches ist ein Student, der wegen Militärdienst das Studium abbrechen muss. In  Betten ohne Himmel  (Postele bez nebes) beschreibt er Jugendliche, die das Leben der Erwachsenen im Spiel nachahmen.
- Perokresby
- Ve směru úhlopříčky
- Robinzonáda, 1926
- Rinaldino, 1927
- Dinah, 1928
- Dvojí stín, 1930
- Ve směru úhlopříčny, 1930
- Rozchod!, 1934
- Středozemní zrcadlo, 1935
- Malíř Vojtěch Tittelbach, 1938
- Postele bez nebes, 1939
- Epištoly k nesmělým milencům, 1941
- Z rodné květnice, 1942
- Břeh snů, 1944
- Postní krůpěje, 1945
- Šestinásobná ozvěna, 1948
- Tkáno z kopřiv, 1948
- Fanfáry a hrany, 1949
- Místo rudých růží, 1949
- Zápisník z dovolené, 1949
- Doprovody, 1950
- Julius Fučík v Lounech, 1950
- Slyš mě!, 1950
- Co na srdci, 1951
- Nikdy se nespokojte s podružnou rolí!, 1951
- O Konstantinu Bieblovi, 1952
- Dílo Karla Konráda, 1952–60 (8 Teile)
- Projíždíš novým Polskem, 1952
- Na černé hodince, 1953
- Vyprávění o Jiřím Purkyňovi, 1953
- Z časů Trnu, 1955
- Jugoslávské kolo, 1956
- Epigramy, 1958
- Ano - ne!, 1960
- Kočko-kočko-kočkatá, 1963
- Nevzpomínky, 1963
- Břeh snů a jiné prózy, 1964
- Pavel a Hedvika, 1975

## Bibliografie
B. Balajka: Přehledné dějiny literatury II., SPN, Praha 1993
Čeští spisovatelé 20. století, Československý spisovatel, Praha 1985
Encyklopedický slovník, Odeon, Praha 1993
Lexikon české literatury K-L, Academia, Praha 1993
Slovník českých spisovatelů, Libri, Praha 2000